# Departamento Limay Mahuida
Das Departamento Limay Mahuida liegt im Westen der Provinz La Pampa im Zentrum Argentiniens und ist eine von 22 Verwaltungseinheiten der Provinz. 
Im Norden grenzt es an das Departamento Chalileo, im Osten an das Departamento Utracán sowie das Departamento Loventué, im Süden an das Departamento Curacó und im Westen an das Departamento Puelén. 
Die Hauptstadt des Departamento Limay Mahuida heißt ebenfalls  Limay Mahuida.

## Gemeinden
Neben der Hauptstadt, in der mehr als die Hälfte der Einwohner des Departamentos leben, gibt es noch die Siedlungen La Reforma, Árbol Solo und Árbol de la Esperanza.

## Bevölkerung
Nach Angaben des INDEC stieg die Einwohnerzahl von 475 im Jahre 2001 auf 503 im Jahre 2005. Bei der Volkszählung 2022 wurden 423 Einwohner gezählt. Damit ist das Departamento hinter Lihuel Calel das am dünnsten besiedelte Gebiet der Provinz.

## Naturreservate
Im Norden des Departamentos liegt das Naturreservat Reserva Provincial Limay Mahuida, das 1996 gegründet wurde. Es umfasst eine Fläche von 4983 Hektar. In diesem Gebiet sind Tierarten wie der Puma, der Große Pampashase, das Viscacha, das Nandu und der Zaunadler heimisch.
Südöstlich davon liegt das Naturreservat Reserva Provincial La Reforma mit einer Fläche von 4979 Hektar. Dort sind unter anderem der Darwinnandu und der Fahlbraune Tapaculo (Teledromas fuscus) aus der Familie der Bürzelstelzer beheimatet.